# Simplicispira
Simplicispira es un género de bacterias gramnegativas de la familia Comamonadaceae. Fue descrito en el año 2006. Su etimología hace referencia a espiral simple. Las primeras especies descritas de este género formaban parte anteriormente del género Aquaspirillum. Consiste en bacterias aerobias y móviles por flagelo polar. Se suelen encontrar principalmente en lodos y aguas.

## Taxonomía
Actualmente este género consiste en 7 especies.
- Simplicispira lacusdiani
- Simplicispira limi
- Simplicispira metamorpha
- Simplicispira piscis
- Simplicispira psychrophila
- Simplicispira soli
- Simplicispira suum